# Ministerium für innere Sicherheit Luxemburg

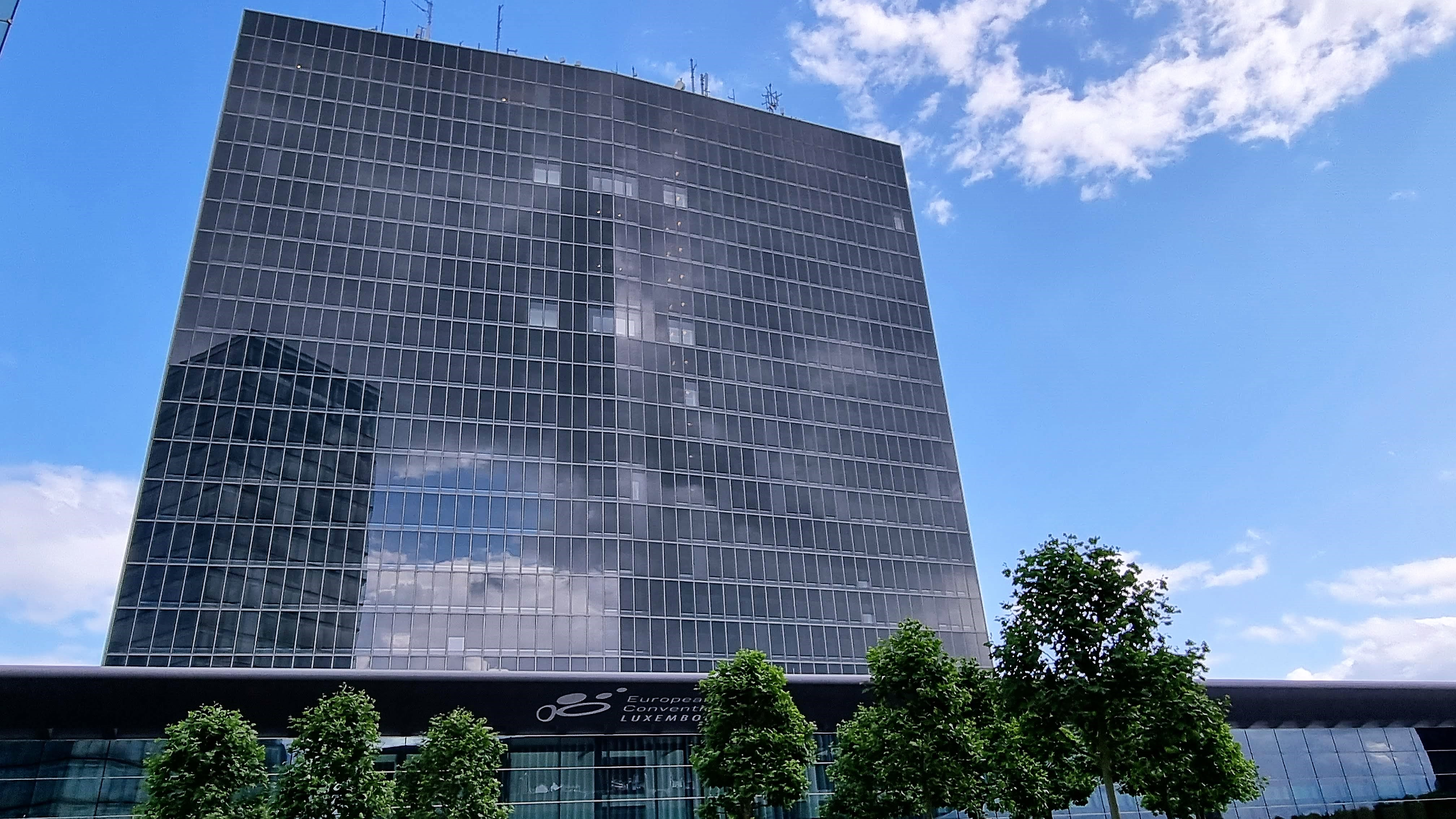
Sitz des Ministeriums

Das Ministerium für innere Sicherheit (Ministère de la sécurité intérieure) im Großherzogtum Luxemburg ist für die Umsetzung und Koordination aller politischen Aktivitäten im Bereich innere Sicherheit zuständig und wurde im Jahre 2013 eingerichtet.
Neben den allgemeinen Aspekten der inneren Sicherheit stellt das Ministerium den Schutz von Teilnehmern nationaler oder internationaler Zusammenkünfte (z. B. Treffen der EU-Minister usw.) sicher.

## Kompetenzen
Die Kompetenzen des Ministeriums sind in einem großherzoglichen Beschluss vom 28. Mai 2019 festgelegt.
Dazu gehören unter anderem:
- Großherzogliche Polizei
- Generalinspection der Polizei

## Liste der Minister
luxemburgisches Ministerium für innere Sicherheit (Ministére de la sécurité intérieure) seit seiner Gründung:
| Minister | Minister          | Zeitraum   | Zeitraum   | Partei |
| -------- | ----------------- | ---------- | ---------- | ------ |
|          | Etienne Schneider | 04.12.2013 | 05.12.2018 | LSAP   |
|          | François Bausch   | 05.12.2018 | 23.07.2020 | Gréng  |
|          | Henri Kox         | 23.07.2020 | 17.11.2023 | Gréng  |